# Farallontrog
De Farallontrog was een diepzeetrog gedurende het Krijt. De trog was gelegen aan de westkust van Noord-Amerika. Door de westelijke beweging van Noord-Amerika veranderde de trog in wat nu de San Andreasbreuk bij San Francisco is.